# Ко Джон Су
Ко Джон Су (кор. 고종수, нар. 30 жовтня 1978, Йосу) — південнокорейський футболіст, що грав на позиції півзахисника. По завершенні ігрової кар'єри — тренер. Найбільш відомий за виступами в клубі «Сувон Самсунг Блювінгз», в складі якого ставав неодноразовим переможцем K-Ліги, володарем Кубка Південної Кореї, двічі переможцем Кубка чемпіонів АФК та Суперкубка Азії, а також у складі національної збірної Південної Кореї.

## Клубна кар'єра
Ко Джон Су народився в місті Йосу. У дорослому футболі дебютував 1996 року в команді «Сувон Самсунг Блювінгз», в якій грав до 2002 року, взявши участь у 91 матчі чемпіонату. У складі команди двічі ставав переможцем K-Ліги, володарем Кубка Південної Кореї, двічі переможцем Кубка чемпіонів АФК та Суперкубка Азії. У 2003 році на правах оренди рік грав у складі японського клубу «Кіото Санга», після чого повернувся до «Сувон Самсунг Блювінгз», у складі якого ще раз став чемпіоном країни.
У 2005 році Ко Джон Су грав у складі команд та «Чоннам Дрегонс». Після невеликої перерви у виступах протягом 2007—2008 років грав у складі команди «Теджон Сітізен», після чого остаточно завершив виступи на футбольних полях.

## Виступи за збірну
У 1997 року Ко Джон Су дебютував у складі національної збірної Південної Кореї. У складі збірної був учасником чемпіонату світу 1998 року у Франції, розіграшу Кубка конфедерацій 2001 року в Японії і Південній Кореї, після якого завершив виступи у збірній. Загалом протягом кар'єри в національній команді провів у її формі 38 матчів, забивши 6 голів.

## Кар'єра тренера
Розпочав тренерську кар'єру невдовзі по завершенні кар'єри гравця, 2011 року, увійшовши до тренерського штабу клубу «Сувон Самсунг Блювінгз».
Наразі останнім місцем тренерської роботи був клуб «Теджон Сітізен», головним тренером команди якого Ко Джон Су був з 2018 по 2019 рік.

## Титули та досягнення
Сувон Самсунг Блювінгз:
- K-Ліга: 1998, 1999, 2004
- Володар Кубка Південної Кореї : 2002
- Володар Кубка південнокорейської ліги: 1999 (Daehan Fire Insurance Cup), 1999 (Adidas Cup), 2000, 2001
- Володар Суперкубка Південної Кореї: 1999, 2000
- Переможець Кубка чемпіонів АФК : 2000–01, 2001–02
- Володар Суперкубка Азії: 2001, 2002